# أوتو غراهام
أوتو إيفرت غراهام (Otto Everett Graham)، الابن (December 6, 1921 – December 17, 2003) هو لاعب كرة القدم الأمريكية بمركز الظهير، لعب في فريق كلفلاند براونز في اتحاد فرق كرة القدم الأمريكية ودوري كرة القدم الأمريكية. ويَعتبر النقاد غراهام واحدًا من اللاعبين البارزين في ذلك العصر، حيث صعد بفريق براونز إلى دوري الأبطال لكل عام في الفترة ما بين عامي 1946 و1955 وفاز بسبع بطولات منها. وبوجود غراهام في مركز الظهير، حقق فريق براونز رقمًا قياسيًا بمئة وأربعة عشر فوزًا، وعشرين خسارة، وأربعة تعادلات، بما في ذلك تسجيله رقم قياسي ب 9 انتصارات و 3 هزائم فقط في التصفيات . وفي حين أن معظم الأرقام القياسية الإحصائية لغراهام تم تجاوزها في العصر الحديث، إلا أنه لا يزال صاحب الأرقام القياسية في دوري كرة القدم الأمريكية بمتوسط، مساحات مكتسبة لكل محاولة تمريرية، مجموع تسعة. و ذات مره وصفه جورج ستينبرنر (George Steinbrenner) مالك فريق نيويورك يانكيز (New York Yankees) لفترة طويلة، وصديق غراهام، بأنه «أعظم ظهير لكرة القدم الأمريكية على الإطلاق».
نشأ غراهام في وكغن، إلينوي (Waukegan, Illinois)، كابن لاثنين من معلمي الموسيقى. وانضم إلى جامعة نورث وسترن عام 1940 في منحة دراسية لكرة السلة، ولكن سرعان ما أصبحت كرة القدم لعبته الأساسية. وبعد قضائه لمهمة وجيزة في الجيش في نهاية الحرب العالمية الثانية، لعب غراهام خلال موسم عام 1946 في الدوري الوطني لكرة السلة لفريق روشيستر رويالز (Rochester Royals) الذي فاز ببطولة الدوري في ذلك العام. وقَّع بول براون (Paul Brown)، مدرب فريق كلفلاند، مع غراهام للعب في فريق براونز، وهناك ازدهر مستواه. وبعد أن ترك غراهام كرة القدم عام 1955،دَرَّب فرق الجامعة في لعبة نجوم الجامعات وأصبح مدرب كرة القدم الأساسي بأكاديمية حرس السواحل في كونيتيكت(Connecticut). وبعد مرور سبع سنوات في الأكاديمية، قضى غراهام ثلاثة مواسم غير موفَقَة كمدرب أساسي لفريق واشنطن رد سكينز. وبعد استقالته، عاد إلى أكاديمية حرس السواحل، حيث شغل هناك منصب مدير رياضي حتى تقاعده عام 1984. وتم انتخابه ضمن قاعة مشاهير كرة القدم للمحترفين عام 1965.

### قائمة المصادر
- Boyer، Mary Schmitt (2006). Browns Essential. Chicago: Triumph Books. ISBN:978-1-57243-873-6.{{استشهاد بكتاب}}:  صيانة الاستشهاد: ref duplicates default (link)
- Cantor، George (2008). Paul Brown: The Man Who Invented Modern Football. Chicago: Triumph Books. ISBN:978-1-57243-725-8.{{استشهاد بكتاب}}:  صيانة الاستشهاد: ref duplicates default (link)
- Henkel، Frank M. (2005). Cleveland Browns History. Mount Pleasant, SC: Arcadia Publishing. ISBN:978-0-7385-3428-2.{{استشهاد بكتاب}}:  صيانة الاستشهاد: ref duplicates default (link)
- Keim، John (1999). Legends by the Lake: The Cleveland Browns at Municipal Stadium. Akron, OH: University of Akron Press. ISBN:978-1-884836-47-3.{{استشهاد بكتاب}}:  صيانة الاستشهاد: ref duplicates default (link)
- LaTourette، Larry (2005). Northwestern Wildcat Football. Mount Pleasant, SC: Arcadia Publishing. ISBN:978-0-7385-3433-6.{{استشهاد بكتاب}}:  صيانة الاستشهاد: ref duplicates default (link)
- Piascik، Andy (2007). The Best Show in Football: The 1946–1955 Cleveland Browns. Lanham, MD: Taylor Trade Publishing. ISBN:978-1-58979-571-6.{{استشهاد بكتاب}}:  صيانة الاستشهاد: ref duplicates default (link)

## وصلات خارجية
- أوتو غراهام على موقع الموسوعة البريطانية (الإنجليزية)
- أوتو غراهام على موقع إن إن دي بي (الإنجليزية)
- أوتو غراهام على موقع ديسكوغز (الإنجليزية)
- أوتو غراهام على موقع سبورتس رفرنس (الإنجليزية)
- أوتو غراهام على موقع مرجع كرة القدم المحترفة.كوم (الإنجليزية)
- أوتو غراهام على موقع كلية كرة القدم في سبورتس رفرنس.كوم (الإنجليزية)
- أوتو غراهام على موقع فايند أغريف
- Gallery of Otto Graham football cards